# Friedrich Aemmer
Friedrich «Fritz» Aemmer (* 7. August 1867 in Basel; † 20. Oktober 1934 in Saint-Sulpice) war ein Schweizer Arzt und Politiker (FDP).

## Leben

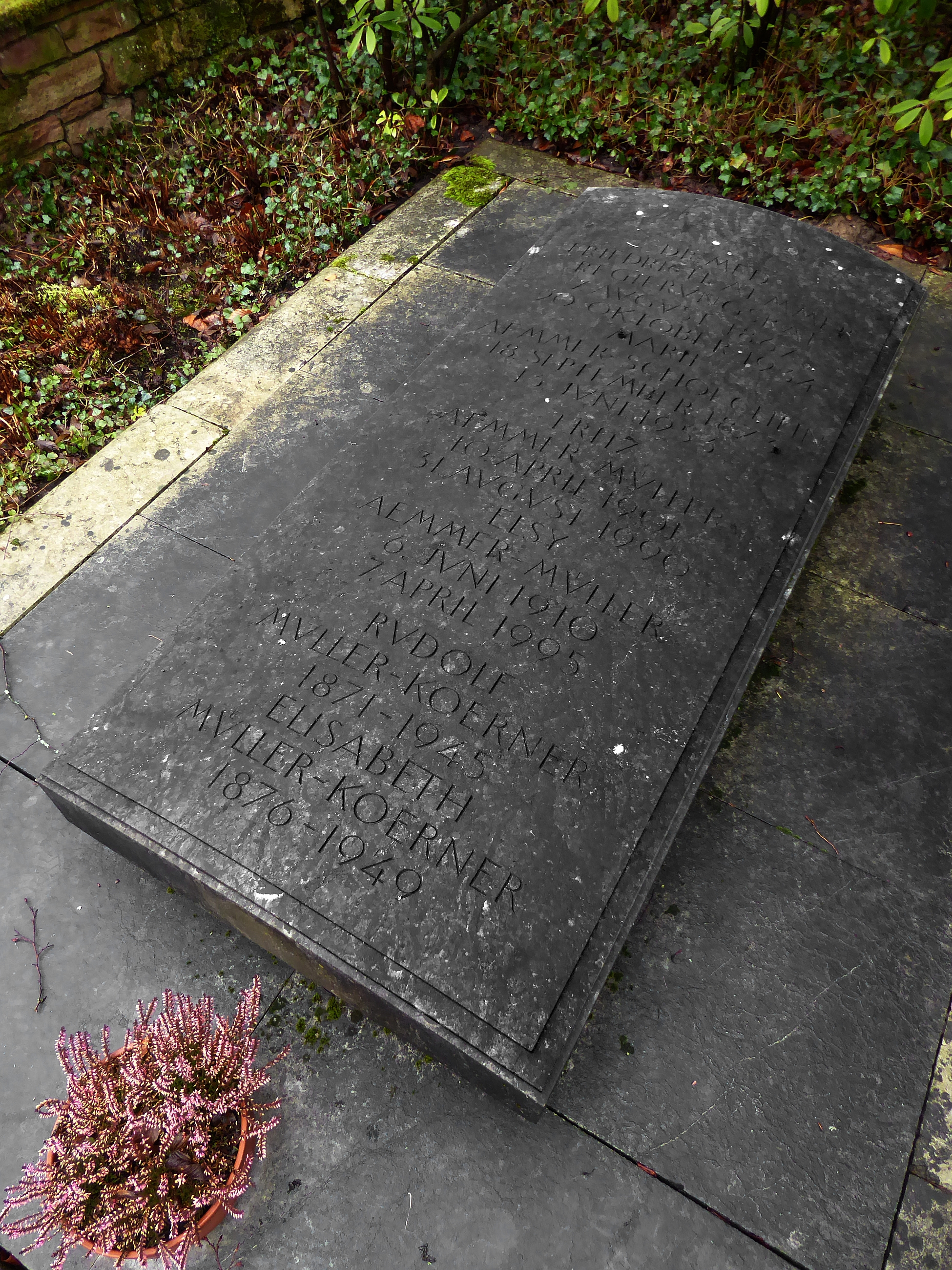
Familiengrab auf dem Friedhof am Hörnli, Riehen, Basel-Stadt

Der Sohn eines Maschinenindustriellen studierte Medizin an den Universitäten Basel, Strassburg und München. 1893 promovierte er in Basel und arbeitete daraufhin als praktischer Arzt. 1909 wurde er Basler Stadtphysikus (Vorsteher des Gesundheitsamts).
Von 1905 bis 1911 war Aemmer baselstädtischer Grossrat. Von 1911 bis 1934 war er freisinniger Regierungsrat des Kantons Basel-Stadt und Vorsteher des Sanitätsdepartementes. Von 1920 bis 1934 war Aemmer Präsident der Schweizer Mustermesse.
Aemmer war auch Präsident der Schweizerischen Sanitätsdirektorenkonferenz und Verwaltungsrat der Kraftwerke Oberhasli.